# .50-70ガバメント弾
.50-70ガバメント弾（50-70ガバメントだん）とは、1866年にスプリングフィールドM1866トラップドア式小銃用として採用された、黒色火薬を使用する弾薬である。この弾薬は、スプリングフィールドM1865トラップドア式小銃むけに作られた.58リムファイア弾が不満足な結果に終わった後に開発された。
.50-70ガバメント弾は、1873年、.45-70ガバメント弾によって代替されるまでアメリカ軍の制式弾薬とされていた。.50-70弾には22,500PSIまでの圧力の制限があった。
この弾薬の制式採用当時の名称は「USセンターファイア・メタリック・カートリッジ」であり、商業的な名称としては「.50-70-450」である。意味は以下のようになる。
- 「口径」.50
- 「発射薬」70グレイン（4.5g）、黒色火薬
- 「弾量」450グレイン（29g）[2]

この弾薬はもはや商業的に生産されておらず、リロードを行う者は425グレインから600グレイン（39g）までの様々な弾量を試行した。カデット小銃同様、シャープス・カービン銃は金属薬莢を使えるよう改修されていたが、本弾薬にはこの銃で使うための減装弾があり、制式として作られたという証拠がある。この弾薬では430グレイン（28g）の弾頭と45グレイン（2.9g）の発射薬を用いた。